# جاك أوبيرت
جاك أوبيرت (بالفرنسية: Jacques Aubert)‏ هو قائد فرقة موسيقية ‏ وملحن فرنسي، ولد في 30 سبتمبر 1689 في باريس في فرنسا، وتوفي في 19 مايو 1753 في Belleville, Paris ‏ في فرنسا.

## وصلات خارجية
- جاك أوبيرت على موقع ميوزك برينز (الإنجليزية)